# Kokopelli

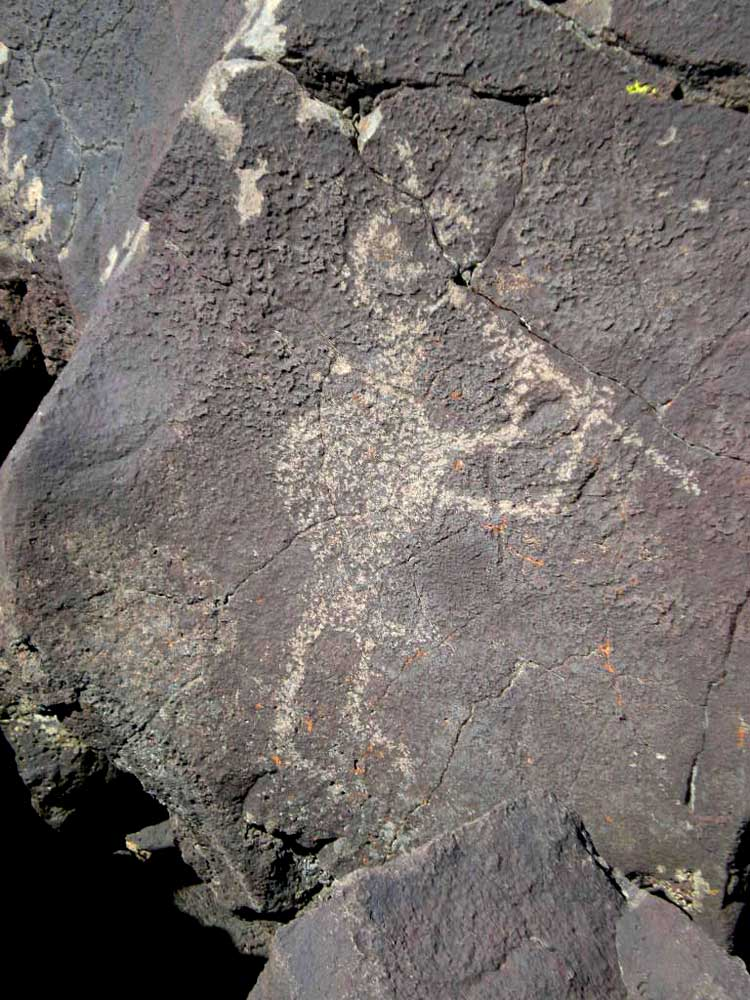
Kokopelli als Felszeichnung nahe dem Rio Grande in New Mexico

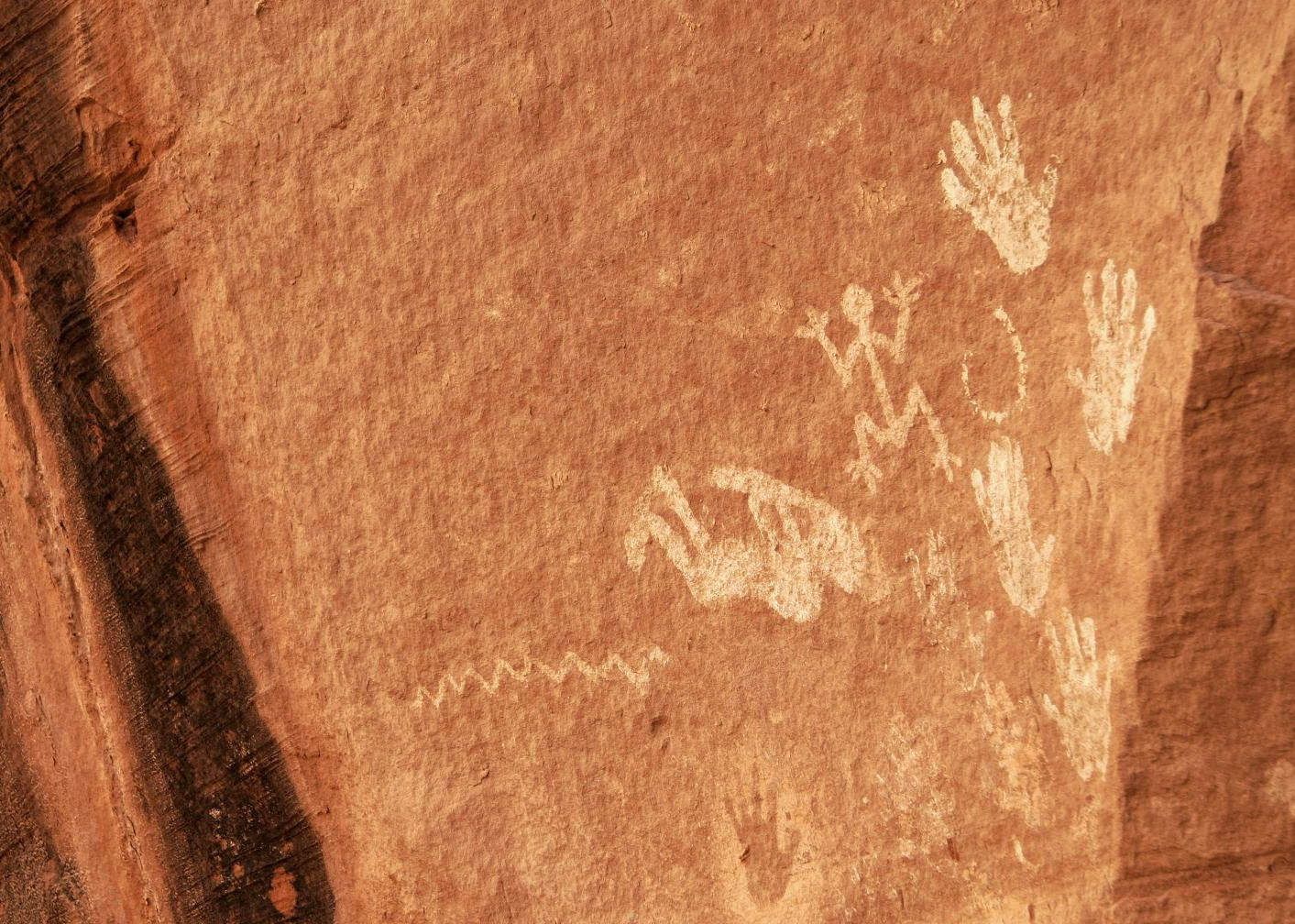
Auf dem Rücken liegender, buckliger Flötenspieler im Canyon de Chelly, Arizona

Kokopelli ist die Bezeichnung für ein religiöses Symbol, das in Form von Felsbildern der Anasazi und verschiedener prähistorischer Indianer-Völker im Südwesten der Vereinigten Staaten überliefert ist. Diese menschenähnliche Figur ist als Flötenspieler, häufig mit einem Buckel und in der Regel mit einem ausgeprägten Phallus, dargestellt. Kokopelli gilt als Fruchtbarkeitsgottheit und wird häufig zusammen mit anderen Symbolen abgebildet, die im Zusammenhang mit Fruchtbarkeit von Ackerboden, jagbarem Wild und menschlicher Sexualität stehen.
Der Name Kokopelli stammt vom Hopi-Geist Kookopölö (einem der Kachina-Geister), der für Fruchtbarkeit von Menschen und Feldfrüchten steht. Er wird seit Anfang des 20. Jahrhunderts von Ethnologen generell für diese prähistorischen Abbildungen angewendet, obwohl es in Darstellung und Funktion neben großen Gemeinsamkeiten auch deutliche Unterschiede gibt. Heute gilt Kokopelli im Südwesten der Vereinigten Staaten als universelles Symbol für die Region und ihre Kultur und wird tausendfach in der Werbung abgebildet.

## Verbreitung und Entwicklung
Der Kokopelli ist die am häufigsten abgebildete menschenähnliche Figur der Anasazi und ihrer direkten und indirekten Nachfolger. Er wird sowohl als Felszeichnungen, auf den Fels gemalt, wie als Petroglyphen, in die Oberfläche des Felsens geritzt, im ganzen Südwesten gefunden, vorwiegend auf dem Colorado-Plateau um die Four Corners, seltener auch in anderen Teilen Utahs, Colorados, New Mexicos und Arizonas, sowie vereinzelt auch jenseits der Grenzen in Nevada, Texas, Oklahoma und im äußersten Norden Mexikos. Die größte Dichte wird mit rund 175 Bildern des Kopopelli im Taawaiki site auf der Black Mesa in Arizona und mit mindestens 130 Flötenspielern am Santa Fe River bei La Cienega in New Mexico erreicht.
Felsbilder von Flötenspielern sind im Südwesten bereits sehr früh nachzuweisen. Mindestens fünf Figuren im südlichen Utah stammen aus der Archaischen Periode und sind dem Barrier Canyon Style zuzurechnen, der auf die Zeit zwischen 4000 und 500 v. Chr. datiert wird. In der Basketmaker-Kultur des nördlichen Arizonas steigt ihre Verbreitung vor dem Jahr 500 deutlich an. Diese ersten Abbildungen von Flötenspielern ohne weitere Attribute können einfach menschliche Musikanten ohne religiöse Bedeutung darstellen. Einzelne Flötenspieler mit betontem Phallus stehen wohl bereits im Zusammenhang mit Fruchtbarkeitsritualen, weichen aber noch hinreichend von den buckligen, Flöte spielenden Figuren ab, die als Kokopelli bezeichnet werden. Die Entwicklung der Figur mit allen einschlägigen Attributen fand wohl am oberen Rio Grande und im San-Juan-Becken statt und wird in die Pueblo-I-Phase der Anasazi-Kultur und somit in den Zeitraum von 750 bis 900 datiert. Frühe Darstellungen sind zumeist Strichmännchen oder als Umriss abgebildet, später kommen weitere Formen hinzu und prägen sich regional unterschiedliche Traditionen aus.
Um das Jahr 1000 wird Kokopelli mit Flöte, Buckel und Phallus auch auf Keramiken des red-on-buff-Typs der Hohokam-Kultur gefunden. Weitere Abbildungen gehen auch auf die Abspaltungen und Verwandten der Anasazi, die Fremont-, Sinagua- und Mogollon-Kultur, zurück. Nach 1300 erreichten die Abbildungen von Kokopelli ihre größte Verbreitung, sie sind im Rio-Grande-Stil gehalten. Vor 1500 bricht die Kulturtradition im Südwesten zusammen. Die Pueblo-Siedlungen werden verlassen und die Kunst der prähistorischen Felsbilder endet. Die Nachfolger der Ancestral-Pueblo-Kulturen sind die Hopi, die Zuñi und die heutigen Pueblo-Indianer. In ihrer Kunst sind bis heute Elemente des Rio-Grande-Stils erhalten, weshalb die Datierung der jüngsten Kokopelli-Bilder schwierig ist. Einige könnten aus historischer Zeit stammen. Einzelne Aspekte der prähistorischen Felsbilder werden auch von den nach 1500 von Norden in die Region eingewanderten Apachen- und Navajo- sowie aus dem Westen stammenden Ute-Indianern aufgegriffen. Diese Völker haben nachweislich noch in historischer Zeit auf dem Colorado-Plateau Felsbilder mit buckligen Figuren hinterlassen.
Prähistorische Mythen um und Abbildungen von Flötenspielern gibt es in vielen Kulturen. In Nordamerika besonders bei den Anishinabe im Gebiet der Großen Seen sowohl in den Vereinigten Staaten als auch in Kanada. Sie weisen einige Gemeinsamkeiten mit Kokopelli auf, eine Verbindung ist aber nicht anzunehmen. Flötenspieler sind als Felsbilder auch in anderen Teilen der Erde verbreitet: In Afrika werden sie sowohl nördlich wie südlich der Sahara gefunden, australische Aborigines malen Musikanten mit Blasinstrumenten, eine besonders ausgeprägte Tradition gibt es in großen Teilen Südamerikas. In der europäischen Mythologie kommen Flötenspieler als Orpheus und Pan vor. Die indische Ikonografie bildet Krishna mit einer Flöte ab. Alle diese Flötenspieler stehen in Zusammenhang mit Ritualen und Naturmagie, ein direkter Zusammenhang mit der als Kokopelli bezeichneten Figur ist jedoch nicht nachweisbar.

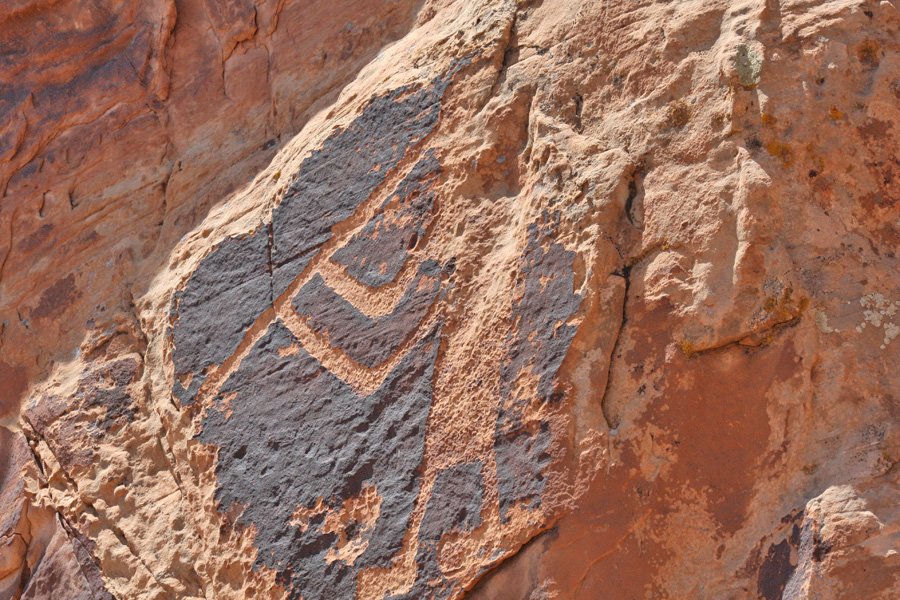
Schlecht erhaltener Flötenspieler der Anasazi im Dinosaur National Monument, Utah

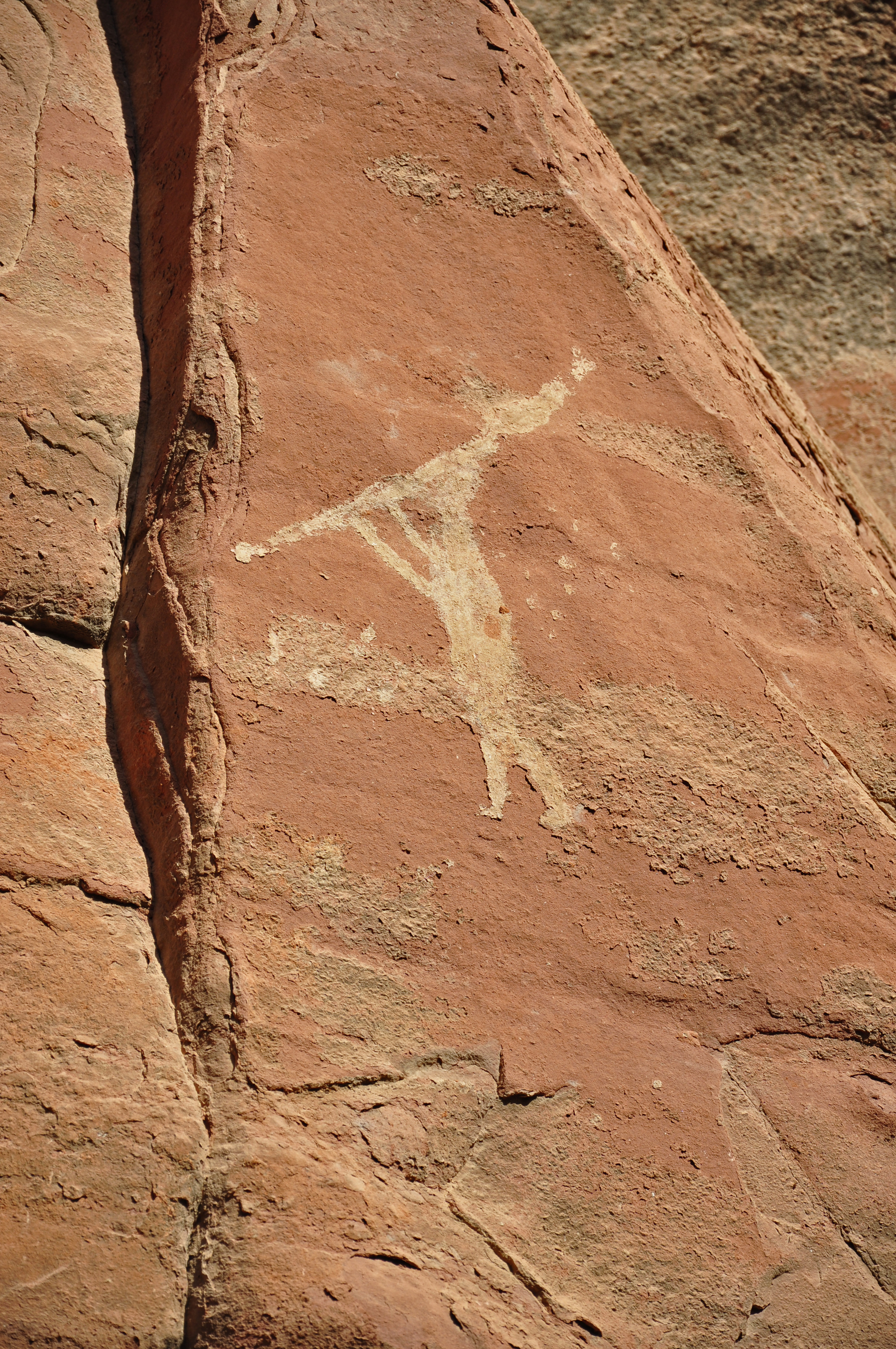
Prähistorisches Felsbild eines Flötenspielers der Sinagua nahe Sedona, Arizona

## Bedeutung und Funktion
Der Name Kokopelli ist von dem Kachina Kookopölö der Hopi abgeleitet, der in deren Mythologie eine vergleichbare Funktion hat. Die Übertragung des Namens des Hopi-Kachinas auf den prähistorischen Flötenspieler erfolgte schon seit den 1930er Jahren und galt in den 1960er Jahren unter Ethnographen als etabliert. Ebenfalls in den 1960er Jahren lehnten Hopi bei jüngeren Befragungen die Gleichsetzung aber ab und bezeichneten den prähistorischen Flötenspieler einfach als lelenhoya für Musiker. Andere Hopi bezeichneten die Abbildungen in Felszeichnungen als maahu für Zikade.

### Die prähistorischen Felsbilder
Die prähistorischen Kulturen des Südwestens haben außer den Felszeichnungen und Artefakten keine Hinweise hinterlassen. Daher kann die Bedeutung des Symbols nur aus dem Kontext der Überlieferungen und den Mythen der heutigen Indianer-Völker, die als Nachfahren gelten, abgeleitet werden. Die prähistorischen Felsbilder des buckeligen Flötenspielers treten in vielfältiger Weise auf: Einzeln oder in Gruppen, zusammen mit geometrischen Formen oder Symbolen, mit Tieren und mit Menschenfiguren und mit verschiedenen Attributen. Das gemeinsame Thema der Darstellungen ist Fruchtbarkeit.
Einzelne Darstellungen sind bezüglich der Verbindung völlig eindeutig: Hier wird Kokopelli als buckliger Flötenspieler beim Geschlechtsverkehr oder neben schwangeren oder gebärenden Frauen abgebildet. In anderen Darstellungen wird die Flöte zum phallischen Symbol bis hin zu einer gezeichneten Verbindung zwischen Flöte und Phallus in einer Art Autofellatio. Mehrfach wird der Flötenspieler dargestellt, mit seinem Phallus auf im Stein vorhandenen Löchern oder Vertiefungen ausgerichtet, die zum Teil zur Form einer weiblichen Vulva bearbeitet sind.
Auf die Bitte um dauerhaftes Bestehen des jagbaren Wildes verweisen Darstellungen von Kokopelli zusammen mit Dickhornschafen und anderen Tieren. Ein weiterer Zusammenhang ist der Einsatz der Flöte bei Wetterritualen, insbesondere dem Regenmachen. Daher kommt eine verbreitete Darstellung des Kokopelli zusammen mit wasserliebenden Tieren, wie Eidechsen und Schlangen. Abstrakte Darstellungen zeigen ihn mit einer Spirale als Wassersymbol oder den Wolken-Terrassen, die überall im Südwesten als Regensymbol verwendet werden.
Kokopelli kann aber auch andere Formen annehmen. Es gibt Abbildungen von Flöte spielenden Tieren wie Dickhornschafen oder menschlichen Figuren mit Vogelkopf. In diesen Zusammenhang passen auch Flötenspieler mit verzerrten oder verfremdeten Körpern oder Attributen. Ethnologen interpretieren sie als schamanische Darstellung von Trance-Erfahrungen, hervorgerufen durch Rituale, Träume oder den Gebrauch von Halluzinogenen. Die Verbindung aus Fruchtbarkeitssymbol und animistischer Gestaltwandlung leitet zur Interpretation von Kokopelli als „universaler Trickster-Archetyp“, der „ungezügelte Sexualität“ aufweist, und sich „in seiner Rolle als Jagdzauberer und Regenpriester von einer ungeregelten amoralischen Kraft zum Schöpfer verwandeln kann, der Ordnung und Sicherheit in das Chaos der Welt bringt.“
Verbreitet sind auch Darstellungen, in denen Kokopelli doppelt vorkommt, sei es Rücken an Rücken oder einander zugewandt. Sonderformen sind zwei Flötenspieler, die gemeinsam auf einem Instrument spielen oder Kopf an Kopf übereinander stehen oder gespiegelt sind. In einigen wenigen Fällen wird eine Vielzahl an Flötenspielern zusammen dargestellt oder Szenen, in denen ein Flötenspieler eine Gruppe von Personen in einem Ritual anleitet.
In zwei prähistorischen Kivas der Anasazi im südwestlichen Colorado (Yellow Jacket Canyon und Sand Canyon) wird Kokopelli mit der Schöpfung der Welt in Verbindung gebracht. Kivas sind runde, unterirdische Kulträume, die durch einen Einstieg mittels Leiter durch eine Öffnung in der flachen Balkendecke und eine Feuerstelle mit einer speziellen Frischluftzufuhr gekennzeichnet sind. Außerdem weisen Kivas ein kleines, häufig tiefes Erdloch auf, das als sipapu bezeichnet wird und als Verbindung zwischen dem Kultraum und der Erde gilt, als Öffnung aus der die Menschen aufgestiegen sind und die gesamte Schöpfung hervorgegangen ist. In diesen beiden Kivas wurden beim Bau der Kivas neben dem sipapu Figuren von Flötenspielern mit ausgeprägtem Phallus in den ausgehobenen Erdboden geritzt oder flächig vertieft, bevor die Zeichnungen mit dem eigentlichen Boden der Kiva überdeckt wurden und somit nur noch symbolisch anwesend waren.
Ein Zusammenhang mit nachweisbaren Ereignissen könnte bei den gelegentlich vorkommenden Darstellungen von Kokopelli mit einem (Wander-)Stab bestehen. Ethnologen diskutieren, ob es sich hier um Anlehnungen an Pochteca handelt; Händler aus dem mesoamerikanischen Raum, die zwischen 1200 und 1400 nachgewiesen sind und kulturelle Güter und Fertigkeiten in das Sonora- und Chihuahua-Gebiet brachten. Sie werden in Mesoamerika mit Stab und Sack auf dem Rücken abgebildet. Der Ursprung der Figur kann hierin jedoch nicht bestehen, da die frühesten Abbildungen von Kokopelli älter sind als die Pochteca.

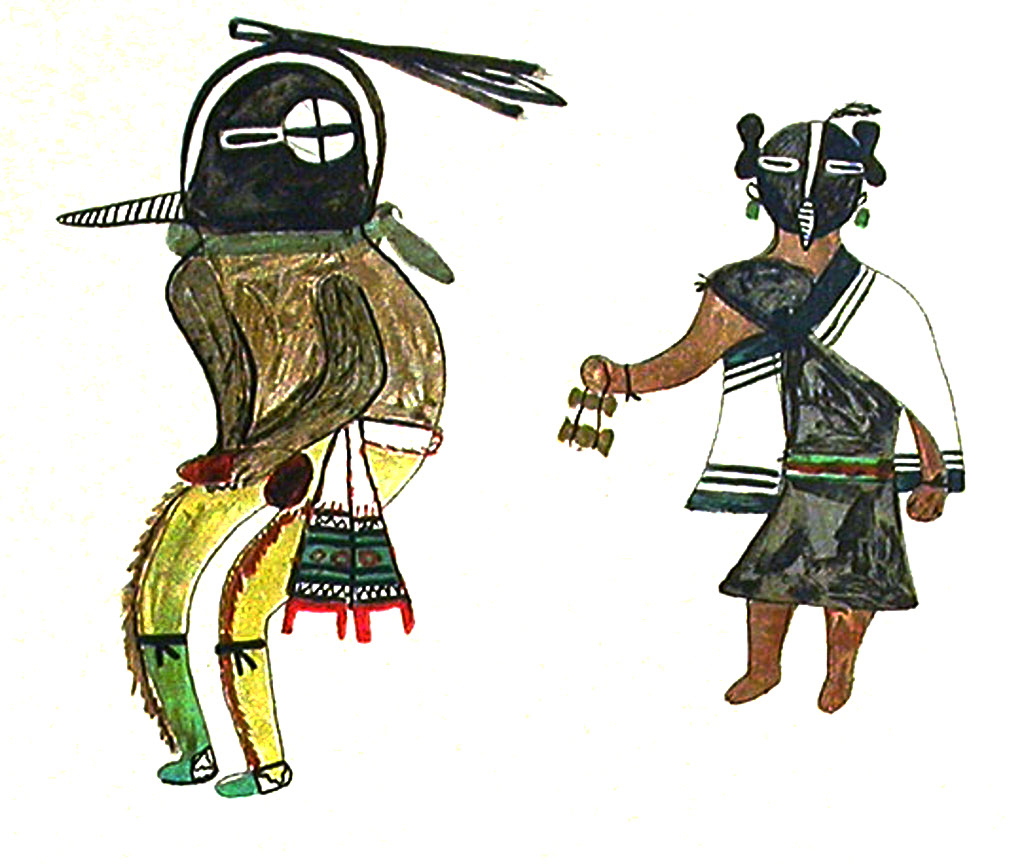
Der Kookopölö-Kachina der Hopi links, mit seinem weiblichen Gegenstück, Kokopölmana, rechts. Zeichnung des U.S. Bureau of American Ethnology, 1903

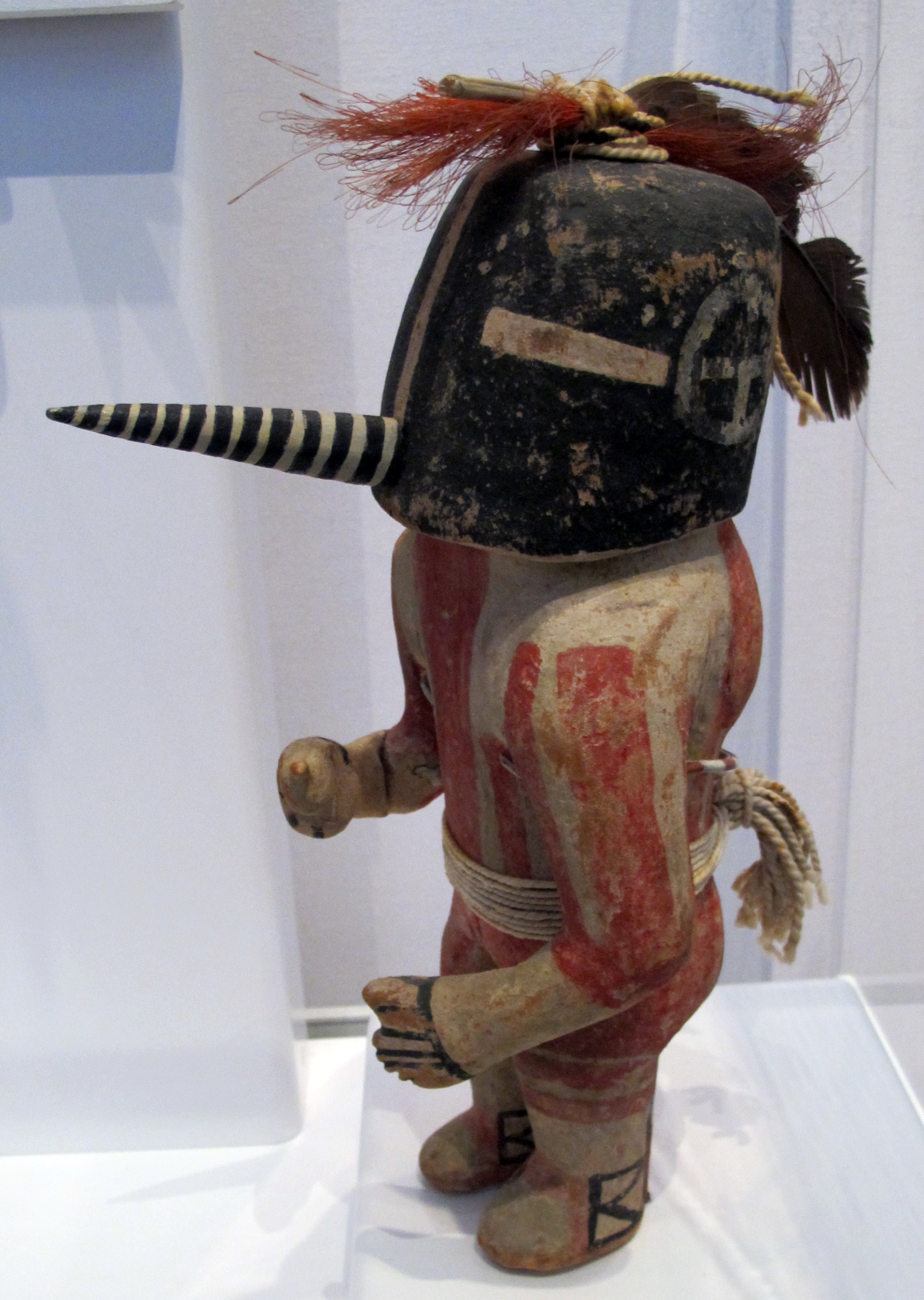
Kachina-Puppe des Kookopölö, spätes 19. Jahrhundert. Brooklyn Museum, New York

### Der Hopi-Kachina Kookopölö
Kookopölö ist eine Kachina-Gottheit der Hopi. Wie alle Kachinas wird sie bei Tänzen durch Menschen in Kostümen und mit überdimensionalen Masken dargestellt und in Form von geschnitzten Puppen mit aufwändigen Gewändern in Hopi-Haushalten für private Rituale genutzt. Kookopölö ist gekennzeichnet durch eine bucklige Gestalt, die bei den Tänzern durch viele Lagen umgelegter Stoffe erzeugt wird, eine schwarze Kopfmaske mit einem charakteristischen weißen Strich, der senkrecht das Gesicht in zwei Hälften teilt, sowie weiße Umrandungen der Augen und eine große runde, weiße Zeichnung auf Höhe der Ohren. Er trägt einen überdimensionalen Phallus umgeschnallt, der aus einem passend geformten Flaschenkürbis besteht.
In der Hopi-Mythologie spielen die Zikade und nahe verwandte Insekten eine Rolle, die durch auffallende Ähnlichkeiten zu den prähistorischen Abbildungen einen Einblick in den Hintergrund der Figur gibt. Beim Kachina Kokopelli ist die Flöte jedoch mit aus der Insektenwelt übernommenen Mundwerkzeugen zu einer langen Schnauze verschmolzen. Die Wortherkunft ist nicht eindeutig geklärt. Der erste Wortteil mit lang gesprochenem o Kooko, ist isoliert bei den Hopi nicht in Gebrauch, die Annahme, dass „Pelli“, dem Hopi- und Zuñi-Wort für die Wüsten-Raubfliege sei, ist wohl unzutreffend. Stattdessen wird dieser Wortbestandteil bei verschiedenen runden Objekten, so auch einem buckligen Rücken verwendet.
Bei den Hopi gelten Zikaden und Raubfliegen als Fruchtbarkeitssymbole und sie weisen auffällige Buckel auf. Die Zikade ist auch das Symbol der Hopi-Flöten-Gemeinschaft, einer Phratrie (Clan-Verband), und spielt eine Rolle in ihrer Schöpfungsgeschichte. Die Zikade und wohl auch die Raubfliege symbolisieren wegen ihres an Jahreszeiten gebundenen Auftretens den Sommer und die Zeit der Bodenfruchtbarkeit. Der Gesang der Zikade wird bei den Hopi mit demselben Wort bezeichnet wie die Musik der Flöte. Verwandte Insekten wie die Laubheuschrecken gelten auch bei anderen Indianer-Völkern als Fruchtbarkeits-Symbole, bei den heute im selben Gebiet wohnenden Jicarilla-Apachen wird die Laubheuschrecke in einem Liebeszauber verwendet. Von diesen Zusammenhängen könnten die häufigen Schmuckelemente auf dem Kopf des Kokopelli abgeleitet sein, die an Insektenfühler und -mundwerkzeuge erinnern.
In Mythen der Hopi wird eine direkte Verwandlung von Kookopölö in eine Zikade und zurück erzählt.

### Übertragung von der prähistorischen Kultur zu den Hopi
Fruchtbarkeit, Buckel, eine Vielzahl an gemeinsamen Attributen und der Phallus sind ein deutliches Indiz für die Zusammenhänge, wie sie von frühen Ethnologen aufgezeichnet wurden. Das Fehlen der Flöte bei Kookopölö steht dem nicht entgegen. Von besonderer Aussagekraft sind Motive von prähistorischen Felsbildern, die in Mythen der Hopi bis in die Gegenwart fortgeführt werden. Bei Jemez Pueblo in New Mexico gibt es einen Petroglyphen der Anasazi, auf dem ein Flötenspieler auf einer Flanke eines Felsblocks mittels eines überlangen Phallus in eine Frauenfigur auf der benachbarten Felsflanke eindringt, wobei beide Figuren einander nicht sehen können. Ethnologen sehen Parallelen zu Mythen, die bei den Acoma-Pueblo und den Hopi erzählt werden. Darin verbirgt sich in einem Fall ein junger Krieger der Acoma vollständig unter der Erde an der Stelle, wo eine allseits begehrte aber alle Avancen zurückweisende Häuptlingstochter abends zu urinieren pflegt. Als sie kommt, dringt er von unter der Erde in sie ein und schwängert sie, ohne dass sie den Geschlechtsverkehr als solchen erkennt. Bei den Hopi ist es Kookopölö selbst, der eine Häuptlingstochter auf ähnliche Weise schwängert. Er verfügt über einen überlangen Penis und legt einen Graben von seinem Haus bis zu dem Platz an, wo die junge Frau uriniert. Mittels einer Röhre aus Schilfrohr im wieder verdeckten Graben kann er die Häuptlingstochter über die weite Entfernung schwängern.
Die gemeinsame Herkunft des prähistorischen Flötenspielers und des Hopi-Kachinas Kookopölö von Insekten gilt als weiterer Hinweis auf die kulturelle Identität. Der prähistorische Kokopelli wird häufig zusammen mit Insekten abgebildet oder aber es sind buckelige Insekten, die Flöte spielen. Vorwiegend in jüngeren Felsbildern der Anasazi und der Sinagua und bis zu den historischen Ute-Indianern tritt Kokopelli mit auffälligen Auswüchsen aus dem Kopf auf, der von Mundwerkzeugen der Insekten abgeleitet werden kann.
Der Kookopölö der Hopi kann daher als Entwicklung aus zwei Traditionslinien erkannt werden: Sowohl der prähistorische Flötenspieler als auch die mythologische Figur der Zikade oder Raubfliege gingen in ihm ein. Aus ihrer Kombination entwickelte sich der Kachina.
Schließlich gibt es Erzählungen der Pueblo-Indianer, die die prähistorischen Felsbilder des Flötenspielers erklären sollen. Die Abbildungen werden darin als Bringer von Saatgut, Nahrung und Babys interpretiert. Sie tragen diese Gaben in einem Sack auf dem Rücken, der mit dem Buckel des Kokopelli assoziiert wird.

## Heutige Verwendung

Entmanntes Kokopelli-Symbol ohne Phallus, das heute überall im Südwesten verbreitet ist

In den letzten Jahren hat sich Kokopelli zu einem Wahrzeichen des Südwestens der Vereinigten Staaten entwickelt, mit Merchandising wie Baseball-Kappen und Schlüsselanhängern. Dabei wird er allerdings zumeist ohne den übergroßen Phallus abgebildet. Die Verbreitung des Symbols erstreckt sich auch auf Bereiche, die angesichts der prähistorischen Herkunft absurd sind. So werben Unternehmen in Arizona mit golfenden, fahrradfahrenden oder skilaufenden Kokopelli-Zeichnungen.
Die angeblich größte Kokopelli-Figur steht in Camp Verde, Arizona, einem kleinen Ort im Verde Valley unterhalb des Mogollon Rim, wo dieser vom Interstate Highway 17 erschlossen wird. In Camp Verde finden mehrmals im Jahr Feste im Zusammenhang mit der Ernte verschiedener Feldfrüchte statt, zu denen das Fruchtbarkeitssymbol Kokopelli passt.